# NGC 2415
NGC 2415 (другие обозначения — UGC 3930, MCG 6-17-21, ZWG 177.38, ARAK 136, HARO 1, IRAS07336+3521, PGC 21399) — иррегулярная галактика (морфологический тип Im, то есть имеет слабовыраженную структуру, которая не является спиральной). Классифицируется также как голубая компактная галактика; входит с обозначением Ark 136 в каталог галактик с высокой поверхностной яркостью.  Находится в созвездии Близнецов на расстоянии около 57 МПк. 
Этот объект входит в число перечисленных в оригинальной редакции «Нового общего каталога».
В галактике в 1998 и в 2000 годах наблюдались сверхновые, получившие обозначения соответственно SN 1998Y (тип II, пиковая видимая звёздная величина 18,3m) и SN 2000C (тип Ic, пиковая видимая звёздная величина 15,5m).
Галактика NGC 2415 входит в состав группы галактик NGC 2415. Помимо NGC 2415 в группу также входят NGC 2444, NGC 2445, NGC 2476, NGC 2493, NGC 2524, NGC 2528, UGC 3937 и UGC 3944.
Содержит мощный радиоисточник, плотность потока на 3,66 ГГц составляет 39 ± 9 миллиянских, спектральный индекс около 0,8.